# Уолкист, Хезер
Хезер Уолквист (англ. Heather Wahlquist, род. 23 мая 1977 года) ― американская актриса кино и телевидения. Была замужем за режиссёром и сценаристом Ником Кассаветисом и снялась в нескольких его фильмах.
Уолквист выросла в Оклахоме, где окончила среднюю школу Семинолов и два года изучала психологию в Университете Оклахомы. Вместе с Кассаветисом она является соавтором сценария фильма «Жёлтый» (2012) и играет главную роль женщины, которая возвращается в свою родную Оклахому после того, как столкнулась с проблемами в своей жизни в Лос-Анджелесе.

## Фильмография
| Год  | Название                | Роль  | Прим      |
| ---- | ----------------------- | ----- | --------- |
| 1998 | Саймон говорит          | Бетти |           |
| 2001 | Спросите Синди          | Сара  |           |
| 2002 | Джон Кью                | Джули |           |
| 2004 | Невероятная миссис Ричи | Энн   | TV film   |
| 2004 | Дневник памяти          | Сара  |           |
| 2006 | Альфа Дог               | Ванда |           |
| 2009 | Одинокая улица          | Кети  |           |
| 2009 | Мой ангел-хранитель     | Келли |           |
| 2012 | Жёлтый                  | Мери  | сценарист |